# Djungelboken (film, 1967)
Djungelboken (engelska: The Jungle Book) är en amerikansk animerad film från 1967 från Walt Disney Productions. Filmen bygger fritt på rollfigurer och berättelser i Rudyard Kiplings Djungelboken.
Filmen hade sin premiär i den 18 oktober 1967 på Grauman's Chinese Theatre vid Hollywood Boulevard i Los Angeles. Djungelboken blev den sista animerade långfilm som Walt Disney var personligen delaktig i som producent och kreativ ledare, då han avled året innan filmen hann färdigställas.

## Handling
Historien följer Mowgli, ett spädbarn som hittas övergiven i Indiens djungel av pantern Bagheera. Han tar med Mowgli till en varglya där en flock med vargar tar hand om honom som om han var en av dem.
Flera år senare beslutar vargarnas råd att Mowgli måste till "Människobyn" för att Shere Khan, en Bengalisk tiger som hatar människor, har återvänt till deras del av djungeln med avsikt att döda Mowgli. Bagheera tar en motvillig Mowgli med sig på kurs mot "Människobyn". Mowgli råkar ut för Kaa, en hungrig pytonorm som vill äta honom. Han träffar Elefantpatrullen under ledning av den pompöse elefanten Överste Hathi, samt Baloo, en levnadsglad och bekymmerslös läppbjörn. När Mowgli är med Baloo blir han kidnappad av en samling apor ledda av orangutangen Kung Louie som vill, likt människor, kunna lära sig att göra eld.
Efter att han räddats från aporna, rymmer Mowgli från Bagheera och Baloo för att kunna stanna i djungeln. Samtidigt har Shere Khan lyckats spåra honom, och går till anfall. Mowgli blir tillfälligt räddad av Baloo. Med hjälp av elden från ett blixtnedslag skrämmer han sedan bort tigern för gott. Väl framme vid "Människobyn" får Mowgli syn på en flicka som hämtar vatten i en kruka. Flickan och Mowgli får en trevande kontakt och Mowgli följer med henne in i byn, medan Bagheera och Baloo betraktar på avstånd.

## Rollista
| Rollfigur         | Art              | Originalröst               | Svensk dubbning                                                         |
| ----------------- | ---------------- | -------------------------- | ----------------------------------------------------------------------- |
| Mowgli (tal)      | Människa         | Bruce Reitherman           | Pontus Gustafsson                                                       |
| Mowgli (sång)     | Människa         | Bruce Reitherman           | Stefan Feierbach                                                        |
| Bagheera          | Panter           | Sebastian Cabot            | Gösta Prüzelius                                                         |
| Baloo (tal)       | Läppbjörn        | Phil Harris                | Beppe Wolgers                                                           |
| Baloo (sång)      | Läppbjörn        | Phil Harris                | Rolf Bengtsson                                                          |
| Kung Louie        | Borneoorangutang | Louis Prima                | Leppe Sundewall                                                         |
| Överste Hathi     | Indisk elefant   | J. Pat O'Malley            | Arne Källerud                                                           |
| Winifred          | Indisk elefant   | Verna Felton               | Hanny Schedin                                                           |
| Junior            | Indisk elefant   | Clint Howard               | Jörgen Düberg                                                           |
| Kaa               | Tigerpyton       | Sterling Holloway          | Hans Lindgren                                                           |
| Shere Khan (tal)  | Bengalisk tiger  | George Sanders             | Olof Thunberg                                                           |
| Shere Khan (sång) | Bengalisk tiger  | Bill Lee                   | Carl-Eric Hellström                                                     |
| Djungelflickan    | Människa         | Darleen Carr               | Ulla Neumann                                                            |
| Akela             | Indisk varg      | John Abbott                | Tor Isedal                                                              |
| Rama              | Indisk varg      | Ben Wright                 | Sten Ardenstam                                                          |
| Buzzie            | Indisk gam       | J. Pat O'Malley            | Stig Grybe                                                              |
| Flaps             | Indisk gam       | Chad Stuart                | Gunnar Lindkvist                                                        |
| Ziggy             | Indisk gam       | Digby Wolfe                | Carl-Axel Elfving                                                       |
| Dizzie            | Indisk gam       | Lord Tim Hudson            | Mille Schmidt                                                           |
| Elefanter         | Elefanter        | Hal Smith Ralph Wright     | Lars Lennartsson Ulf Lindqvist Axel Düberg Bert-Åke Varg Guy de la Berg |
| Apor              | Apor             | Bill Skiles Pete Henderson | Rolf Larsson Sten Mattsson Hans Lindgren samt Ove Lind med kör          |

- Röstregissör – Martin Söderhjelm
- Översättare – Martin Söderhjelm, Lena Palmcrantz, Olle Bergman
- Tekniker – Sven Fahlén
- Dubbningen spelades in på Europafilms studior[3][8]

## Om filmen

### Skillnader mellan Kiplings verk och Disneys film
Det finns ett antal signifikanta skillnader mellan Kiplings bok och Disneys film. Några av dem är:
- I boken är det vargarna som hittar Mowgli, inte Bagheera.
- I boken är vargpappan namnlös (eng. Father Wolf) och Rama är en av tjurarna i boskapshjorden som Mowgli använder för att döda Shere Khan. I filmen har vargpappan fått namnet Rama.
- I boken är Baloo en klok, allvarlig och ansvarstagande björn som brukar lära djungelns ungar allt de behöver veta om djungelns lag. I filmen framställs han som en dum och lat livsnjutare som tar dagen som den kommer.
- I boken är pytonormen Kaa en av Mowglis vänner, som bland annat är med och räddar honom från aporna. I filmen vill Kaa helst äta upp Mowgli. I boken hypnotiserar Kaa genom att dansa, men i filmen med hjälp av sina ögon.
- I boken är elefanten Hathi djungeläldsten och den som tar befälet i kristider. I filmen är han en pompös och tankspridd överste som tycker att han är herre över djungeln.
- I boken blir Mowgli apornas kung medan det i filmen är Kung Louie som är kung. Kung Louie finns inte alls i boken - och dessutom finns det inte vilda orangutanger i Indien.
- I boken finns inga gamar. För övrigt är filmens gamar ritade så att de liknar The Beatles.
- I boken blir Shere Khan dödad av Mowgli med hjälp av en boskapshjord. I filmen springer han iväg med en brinnande kvist knuten till sin svans.
- Djungelflickan som Mowgli blir förtjust i finns inte med i boken (däremot finns en kvinna som adopterar Mowgli som sin son).

### Om produktionen
- Innan man började med animeringen av Djungelboken så skrev manusförfattaren Bill Peet en story till filmen som hade den mörka tonen som Kipling hade i sina böcker. Men Walt Disney godkände den inte eftersom han hellre ville ha en rolig och familjevänlig film. Peet vägrade att ändra storyn vilket ledde till att han sa upp sig efter 27 års arbete med Disney. Men mycket av karaktärernas personlighet och filmens handling fick inspirera filmens nya manusförfattare Larry Clemmons. Disney tog också bort sångerna skrivna av Terry Gilkyson utom Var nöjd med allt som livet ger. Resten av sångerna skrevs av Bröderna Sherman[källa behövs].

- En annan figur som skulle vara med i filmen var Rocky the Rhino (Noshörningen Rocky). Han skulle vara god vän med gamarna och hans röst skulle göras av Frank Fontaine, men i inspelningsrepetitionen började Walt Disney tycka att hans röst inte lät så rolig längre efter att ha hört den ett antal gånger, så det slutade med att Rocky fick klippas bort helt och hållet. Han gjorde däremot några cameos i TV-serien Lilla Djungelboken.

- Halvvägs in i arbetet med inspelningen av dialogen för filmen hamnade personen som gjorde Mowglis röst i målbrottet och var tvungen att bytas ut. I hans ställe fick då Bruce Reitherman, son till filmens regissör Wolfgang Reitherman, låna ut sin röst till Mowgli[källa behövs].

- Djungelboken blev den sista animerade långfilm som producerades av Walt Disney personligen, eftersom han avled innan filmen hann färdigställas.[7]
- Den svenska dubbningen av filmen beräknas ha kostat runt 70 000 kronor att producera.[9]

### Musik
Filmmusiken, bortsett från sångerna komponerades av George Bruns.
| Originaltitel svensk titel                           | Sång i engelskspråkigt original sång i svensk röstversion         | Musik och originaltext                   | Not               |
| ---------------------------------------------------- | ----------------------------------------------------------------- | ---------------------------------------- | ----------------- |
| Trust in Me Vyss på dig                              | Hans Lindgren                                                     | Richard M. Sherman och Robert B. Sherman | [ 1 ] [ 2 ] [ 3 ] |
| Colonel Hathi's March Överste Hathis Marsch          | Arne Källerud                                                     | Richard M. Sherman och Robert B. Sherman | [ 1 ] [ 2 ] [ 3 ] |
| The Bare Necessities Var nöjd med allt som livet ger | Rolf Bengtsson och Stefan Feierbach                               | Terry Gilkyson                           | [ 1 ] [ 2 ] [ 3 ] |
| I Wanna Be Like You Jag vill ju va som du            | Leppe Sundevall                                                   | Richard M. Sherman och Robert B. Sherman | [ 1 ] [ 2 ] [ 3 ] |
| That's What Friends Are For Du ska vänner ha         | Stig Grybe, Carl-Axel Elfving, Gunnar Lindkvist och Mille Schmidt | Richard M. Sherman och Robert B. Sherman | [ 1 ] [ 2 ] [ 3 ] |
| My Own Home Djungelflickans sång                     | Ulla Neumann                                                      | Richard M. Sherman och Robert B. Sherman | [ 1 ] [ 2 ] [ 3 ] |

## Mottagande
Filmen var en stor publiksuccé och var länge en av Disney mest inkomstbringande filmer.
Sången Var nöjd med allt som livet ger nominerades på Oscarsgalan 1968 för bästa sång, men förlorade till "Talk to the Animals" från Doktor Dolittle.
I USA så visades den på biograferna åter 1978, 1984 och 1990. Djungelboken släpptes på VHS för första gången under 1991.
Disney Toon Studios producerade en uppföljare som släpptes på bio under 2003, Djungelboken 2 (engelska: The Jungle Book 2). Under 2016 släppte Disney en spelfilmsversion av Djungelboken i regi av Jon Favreau som är inspirerad både av Kiplings ursprungsverk samt från den tecknade filmen vars musik den delvis återanvänder. Den är en spelfilm i meningen av att Mowgli spelas av en levande pojke medan alla djuren och miljöerna är datorgenererade bilder.

## Visning i Sverige
Djungelboken blev barntillåten i Sverige först efter att Statens biografbyrå gjorde mindre klipp. Svensk premiär var 9 december 1968 på biografen Rigoletto i Stockholm. Enligt statistik från Svenska Filminstitutet över filmer mellan 1965 och 2020 är Djungelboken den film som har haft flest biobesökare i Sverige under den perioden med 4 509 373 stycken biobesökare. Avståndet från Djungelboken till den näst mest sedda filmen, Sound of Music, är betydande med över en miljon fler biobesökare.
Ett klipp från filmen visas årligen i Kalle Anka och hans vänner önskar God Jul på julafton i SVT1. Klippet från Djungelboken visades först i programmen 1969 och 1970 och har funnits med som ett stående inslag sedan 1977. Under 2018 visades hela filmen på Disney Channel Skandinavien.
- 9 december 1968 - Svensk biopremiär
- julen 1977 - Nypremiär
- 11 december 1987 - Nypremiär
- 26 mars 1993 - Nypremiär
- 27 oktober 1993 - Köpvideopremiär
- 26 april 2000 - Nypremiär på video, samt premiär på DVD
- 17 oktober 2007 - Nypremiär på DVD (Platinum Edition)
- 28 augusti 2013 - Nypremiär på DVD, samt premiär på Blu-ray